# Robert Lowell
Pour les articles homonymes, voir Lowell.
Robert Lowell,, né le 1er mars 1917 et décédé le 12 septembre 1977, de son nom complet Robert Traill Spence Lowell, Jr., est un poète américain qui appartient au courant du confessionnalisme. Considéré comme le père de ce mouvement, il est également célèbre pour avoir enseigné et inspiré des figures majeures de la littérature américaine des années 1950 et 1960, telles Anne Sexton et Sylvia Plath. Il a été élu chancelier de l'Academy of American Poets en 1962, charge qu'il occupera jusqu'à sa mort.

## Biographie
Robert Lowell entreprend ses études à l'Université Harvard, avant de choisir de les terminer au Kenyon College de Gambier, dans l'Ohio, afin de suivre les cours du célèbre critique américain, John Crowe Ransom.
Il est, de 1940 à 1946, un catholique fervent. Sa foi influence fortement ses deux premiers ouvrages, Land of Unlikeness (1944) et Lord Weary's Castle (1946). Du fait de son opposition aux bombardements des populations civiles par les Alliés, il opte pour le statut d'objecteur de conscience au cours de la Seconde Guerre mondiale. Il épouse, en 1940, la romancière Jean Stafford (1915-1979), dont il divorce dès 1948.
Robert Lowell, qui fut hospitalisé environ vingt fois pour des troubles psychiatriques graves, subit régulièrement des électrochocs. Il caractérisa l'un de ses épisodes de démence comme « une orangeraie magique au sein d'un cauchemar ». Il obtient deux fois le Prix Pulitzer de la poésie, en 1947 et en 1974, ainsi que le National Book Award de la poésie en 1960. Il est enterré au cimetière de Stark à Dunbarton dans le New Hampshire.
Les deux premiers recueils de Robert Lowell, Land of Unlikeness et Lord Weary's Castle, très bien accueillis tant par la critique que par le public, relèvent plutôt du courant du formalisme. C'est avec Life Studies, recueil publié en 1959, qu'il entre véritablement dans le confessionnalisme. Life Studies est considéré comme l'un des ouvrages de poésie les plus influents et les plus importants du XXe siècle aux États-Unis.
Robert Lowell publie ensuite For the Union Dead, qui reçoit également un excellent accueil. Après cela, toutefois, ses publications ne suscitent que peu d'intérêt. Au cours des années 1960, il devient une personnalité médiatique, très en vue parmi des célébrités telles que Jacqueline et Robert Kennedy, Mary McCarthy et  Eugene McCarthy. En 1970, il quitte sa seconde épouse Elizabeth Hardwick pour l'auteur britannique Lady Caroline Blackwood (1931-1996). L'incorporation de lettres privées d'Elizabeth Hardwick dans certains de ses poèmes suscita la polémique. Il s'attira notamment les foudres de ses amies Adrienne Rich et Elizabeth Bishop. Il meurt en 1977, d'une crise cardiaque, dans un taxi, à New York.

## Liste des œuvres
En anglais :
- Land of Unlikeness (1944)
- Lord Weary's Castle (1946)
- The Quaker Graveyard in Nantucket (1946)
- The Mills of The Kavanaughs (1951)
- Life Studies (1959)
- Phaedra (traduction) (1961)
- Imitations (1961)
- For the Union Dead (1964)
- The Old Glory (1965)
- Near the Ocean (1967)
- The Voyage & other versions of poems of Baudelaire (1969)
- Prometheus Bound (1969)
- Notebook (1969) (Revised and Expanded Édition, 1970)
- For Lizzie and Harriet (1973)
- History (1973)
- The Dolphin (1973)
- Selected Poems (1976) (Revised Édition, 1977)
- Day by Day (1977)

En français :
- Pour les morts de l'Union, édition bilingue, Ed. Bourgois, 1970